# Wahl des Präsidiums des 16. Deutschen Bundestages
Das Präsidium des 16. Deutschen Bundestages wurde in dessen konstituierender Sitzung am 18. Oktober 2005 und in der 33. Sitzung am 7. April 2006 gewählt. Während die Kandidaten von CDU/CSU, SPD, FDP und Bündnis 90/Die Grünen mit Zweidrittelmehrheiten und darüber hinaus gewählt wurden, verpasste der Kandidat der Linkspartei.PDS, Lothar Bisky, in vier Wahlgängen, darunter einem in der zweiten Sitzung am 8. November 2005, den Einzug ins Präsidium. Am 7. April 2006 wurde schließlich mit der Abgeordneten Petra Pau doch noch eine Vizepräsidentin für die Linksfraktion gewählt.

## Wahl des Präsidenten des Bundestages
Zum 12. Präsidenten des Deutschen Bundestages und Nachfolger von Wolfgang Thierse wurde der CDU-Politiker Norbert Lammert gewählt. Von 606 gültigen abgegebenen Stimmen erhielt er 564 Stimmen, 25 Mitglieder des Bundestages stimmen gegen ihn, 17 enthielten sich. Bezogen auf die Gesamtmitgliederzahl von 614 Abgeordneten erhielt Lammert damit 91,9 %. Dies war eines der bisher besten Ergebnisse für einen Bundestagspräsidenten in der Geschichte der Bundesrepublik.

## Festlegung der Zahl der Vizepräsidenten
Nach der Übernahme der Geschäftsordnung, die in ihrem § 2 vorsieht, dass jede „Fraktion des Deutschen Bundestages [...] durch mindestens einen Vizepräsidenten oder eine Vizepräsidentin im Präsidium vertreten“ ist, beschloss der Bundestag mit den Stimmen von CDU/CSU und SPD gegen die Stimmen von FDP, Linkspartei und Grünen, insgesamt sechs Stellvertreter zu wählen, von denen zwei aus der zweitstärksten Fraktion, in diesem Fall der SPD, kommen sollten.

## Wahl der CDU/CSU-, SPD-, FDP- und Grünen-Kandidaten
Die CSU-Politikerin Gerda Hasselfeldt wurde vom Bundestag mit 510 Ja-Stimmen (83,1 %) bei 47 Nein-Stimmen und 47 Enthaltungen zur Bundestagsvizepräsidentin gewählt. Anschließend wurde der bisherige Bundestagspräsident Wolfgang Thierse (SPD) mit nur 417 Stimmen (67,9 %) bei 136 Nein-Stimmen und 52 Enthaltungen zum Stellvertreter Norbert Lammerts gewählt. Die sozialdemokratische Fraktion machte für den relativ hohen Nein-Stimmen-Anteil die Union verantwortlich; einige Fraktionsmitglieder drohten damit, Angela Merkel bei der Wahl zur Bundeskanzlerin mit entsprechend weniger Stimmen zu wählen.
Die Wahl von Susanne Kastner (SPD, 80,8 %), Hermann Otto Solms (FDP, 79,2 %) und Katrin Göring-Eckardt (Grüne, 78,0 %) verlief unproblematisch.

## Eklat um die Wahl von Lothar Bisky
Zu einem Zwischenfall kam es jedoch bei der Wahl des Linkspartei-Chefs Lothar Bisky. Der bisherige Vizepräsident des brandenburgischen Landtags erhielt im ersten Wahlgang nur 225 Stimmen (36,6 %) bei 312 Gegenstimmen und 55 Enthaltungen. Auch im zweiten Wahlgang erhielt er mit 282 Stimmen (45,9 %) nicht die notwendige absolute Mehrheit von 308 Stimmen.
Der Präsident des Bundestages, Norbert Lammert, gab danach bekannt, dass ein solcher Fall in der Geschäftsordnung des Bundestages nicht geregelt sei. Er schlug jedoch vor, dass im dritten Wahlgang die relative Mehrheit genügen sollte, dass Bisky also dann gewählt wäre, wenn er mehr Ja- als Nein-Stimmen erhielte. Gegen vereinzelten Widerspruch einiger Abgeordneter beschloss der Bundestag jedoch diese Lösung.
Während Bisky jedoch im zweiten Wahlgang diese relative Mehrheit erreicht gehabt hätte (282:235), erreichte er sie im dritten Wahlgang nicht, weil nur 248 Abgeordnete für, 258 jedoch gegen ihn stimmten. Der Bundestagspräsident schloss daraufhin die Sitzung, machte jedoch deutlich, dass nach der Geschäftsordnung jede Fraktion Anspruch auf einen Sitz im Präsidium hätte.

## Nachgang zur Sitzung
Unmittelbar nach der Sitzung kündigte Linkspartei-Fraktionschef Gregor Gysi an, man wolle an Bisky als Vizepräsidentenkandidat festhalten. Aus anderen Fraktionen kamen Stimmen, man habe Bisky unter anderem deswegen nicht gewählt, weil ihm als Parteichef das unparteiische Amt des Bundestagsvizepräsidenten nicht zugetraut werde.

## Zweite Sitzung des 16. Deutschen Bundestages
Die Fraktionen vereinbarten im Ältestenrat, dass bei der zweiten Sitzung des 16. Deutschen Bundestages am 8. November 2005 ein vierter Wahlgang über Herrn Bisky stattfinden sollte, bei dem – ähnlich wie beim dritten Wahlgang am 18. Oktober – eine einfache Mehrheit ausgereicht hätte. Er erhielt 249 Stimmen, während 310 Abgeordnete gegen ihn votierten.

## Dreiunddreißigste Sitzung des 16. Deutschen Bundestages
Der Bundestag stimmte in seiner 33. Sitzung am 7. April 2006 erneut über einen Vorschlag der Linksfraktion ab. Dabei wählte er die zuvor einstimmig von ihrer Fraktion vorgeschlagene Abgeordnete Petra Pau mit 385 Ja- zu 138 Nein-Stimmen bei 58 Enthaltungen. Damit ist das Präsidium des 16. Deutschen Bundestages komplett.

## Überblick
| Wahl des Präsidiums des 16. Deutschen Bundestages am 18. Oktober 2005 |                                |            |          |     |      |            |             |          |
| Amt                                                                   | Name (Lebensdaten)             | Fraktion   | Wahlgang | Ja  | Nein | Enthaltung | Prozentsatz | gewählt? |
| Präsident                                                             | Norbert Lammert (* 1948)       | CDU/CSU    | 1        | 564 | 25   | 17         | 91,9 %      | ja       |
| Vizepräsidentin                                                       | Gerda Hasselfeldt (* 1950)     | CDU/CSU    | 1        | 510 | 47   | 47         | 83,1 %      | ja       |
| Vizepräsident                                                         | Wolfgang Thierse (* 1943)      | SPD        | 1        | 417 | 136  | 52         | 67,9 %      | ja       |
| Vizepräsidentin                                                       | Susanne Kastner (* 1946)       | SPD        | 1        | 496 | 61   | 42         | 80,8 %      | ja       |
| Vizepräsident                                                         | Hermann Otto Solms (* 1940)    | FDP        | 1        | 486 | 85   | 31         | 79,2 %      | ja       |
| Vizepräsident                                                         | Lothar Bisky (1941–2013)       | Die Linke. | 1        | 225 | 312  | 55         | 36,6 %      | nein     |
| Vizepräsidentin                                                       | Katrin Göring-Eckardt (* 1966) | Grüne      | 1        | 479 | 69   | 39         | 78,0 %      | ja       |
| Vizepräsident                                                         | Lothar Bisky                   | Die Linke. | 2        | 282 | 235  | 46         | 45,9 %      | nein     |
| Vizepräsident                                                         | Lothar Bisky                   | Die Linke. | 3        | 248 | 258  | 31         | 40,4 %      | nein     |
| Wahlgang in Bezug auf Lothar Bisky am 8. November 2005                |                                |            |          |     |      |            |             |          |
| Vizepräsident                                                         | Lothar Bisky                   | Die Linke. | 4        | 249 | 310  | 36         | 40,6 %      | nein     |
| Wahlgang in Bezug auf Petra Pau am 7. April 2006                      |                                |            |          |     |      |            |             |          |
| Vizepräsidentin                                                       | Petra Pau (* 1963)             | Die Linke. | 1/51     | 385 | 138  | 58         | 62,7 %      | ja       |

1: Erster Wahlgang in Bezug auf Petra Pau, fünfter Wahlgang in Bezug auf einen Kandidaten der Linksfraktion

## Weiterer Nachgang
Nach den Ereignissen befasste sich der Ausschuss für Wahlprüfung, Immunität und Geschäftsordnung mit den Geschehnissen und brachte mit Bundestags-Drucksache 16/2200 eine Beschlussempfehlung zur Änderung der Geschäftsordnung ein, welche klarstellte, dass in einem dritten Wahlgang mit nur einem Bewerber dieser gewählt ist, wenn er die relative Mehrheit der abgegebenen Stimmen, also mehr Ja- als Nein-Stimmen unter Nichtberücksichtigung von Enthaltungen, erhält. Sollte ein weiterer Wahlgang mit demselben Kandidaten erfolgen, so ist dies nur nach vorheriger Vereinbarung im Ältestenrat möglich. Ferner wird festgeschrieben, dass in das Verfahren neu einzusteigen ist, wenn ein neuer Kandidat nach drei oder mehr erfolglosen Wahlgängen vorgeschlagen wird, sodass auch dieser sich zuerst an der Hürde der absoluten Mehrheit zu messen hat. Im Wesentlichen ist dies das Verfahren, welches bei Lothar Bisky praktiziert wurde. Der Bundestag beschloss in seiner 51. Sitzung am 21. September 2006 einstimmig, der Beschlussempfehlung zu folgen und die Geschäftsordnung entsprechend zu ändern.